# Aston juxta Mondrum
Aston juxta Mondrum è un villaggio e parrocchia civile dell'Inghilterra, appartenente alla contea del Cheshire.